# Série de pièces commémoratives américaines pour le 50e anniversaire d'Apollo 11
Vous lisez un « bon article » labellisé en 2020.
La série de pièces commémoratives du 50e anniversaire d'Apollo 11 est émise par la Monnaie des États-Unis en 2019 pour célébrer le 50e anniversaire de l'atterrissage habité d'Apollo 11, par Neil Armstrong et Buzz Aldrin. Composée d'un half eagle en or (pièce de 5 dollars), de deux pièces d'un dollar en argent de tailles différentes et d'une pièce d'un demi-dollar plaqué de cuivre et de nickel, la série est d'une qualité de belle épreuve, tous les dollars en argent, sauf le plus gros, étant aussi émis en brillant universel. Les pièces en or sont frappées à la Monnaie de West Point, l'argent  à celle de Philadelphie et les demi-dollars en métal non précieux aux Monnaies de Denver et de San Francisco.
Les quatre pièces ont le même dessin. L'avers représente une empreinte de botte sur la surface lunaire, d'après une photographie prise par Aldrin. Ce dessin est l'œuvre du sculpteur du Maine Gary Cooper, et la gravure de Joseph Menna de la Monnaie fédérale. Le revers, comme l'a demandé le Congrès, représente la visière et le casque qui l'entoure de la combinaison spatiale d'Aldrin, avec Armstrong, le drapeau américain et Eagle, le module lunaire Apollo, dans le reflet. Cette image est basée sur une photographie bien connue prise par Armstrong, et est créée et gravée par Phebe Hemphill de la Monnaie américaine. La représentation d'Aldrin fait de lui la septième personne apparaissant sur une pièce de monnaie américaine de son vivant au moment où les pièces sont frappées.
Les pièces Apollo 11 sont courbées, de sorte que l'avers est concave et le revers convexe. Avant la date de diffusion du 24 janvier 2019, on s'attend à ce que certaines d'entre elles s'épuisent rapidement, comme cela s'est produit avec la précédente émission américaine de pièces courbes, celles du temple de la renommée du baseball de 2014. Cela ne s'est pas produit et aucune d'entre elles n'est épuisée avant la fin des ventes le 27 décembre 2019. Il s'agit néanmoins du programme de pièces commémoratives américain le plus réussi depuis l'émission du Baseball Hall of Fame, avec plus de 600 000 pièces Apollo 11 vendues.

## Contexte

Buzz Aldrin sur la Lune, photographié par Neil Armstrong, qui est visible dans le reflet sur la visière.

En 1961, le président américain John F. Kennedy met son pays au défi de faire atterrir un astronaute sur la Lune avant la fin de la décennie, avec un retour sur Terre en toute sécurité,. L'agence spatiale américaine, la NASA, travaille à la réalisation de cet objectif de manière progressive, en envoyant des astronautes dans l'espace au cours des projets Mercury et Gemini, ce qui conduit au programme Apollo. La NASA atteint son objectif avec Apollo 11, qui se pose sur la Lune le 20 juillet 1969. Neil Armstrong et Buzz Aldrin marchent sur la surface lunaire tandis que Michael Collins est en orbite autour de la Lune. La mission revient sur Terre le 24 juillet 1969, relevant le défi de Kennedy,.
Environ une heure et demie après qu'Armstrong pose le pied sur la surface lunaire, Aldrin réalise une expérience de mécanique des sols par empreinte de botte. Il photographie une zone non perturbée de la surface, puis fait deux empreintes de bottes et les photographie. Ces dernières ne sont pas perturbées par l'activité ultérieure des astronautes, et sont visibles sur les photographies prises depuis le module lunaire Apollo Eagle avant le décollage. Environ 13 minutes après la prise des photographies des empreintes de bottes, après qu'Armstrong prélève un échantillon global de régolithe lunaire à la surface, Aldrin est censé photographier le site où le matériau est prélevé. Au lieu de cela, il offre l'appareil photo à Armstrong, peut-être en pensant que, comme Armstrong a prélevé l'échantillon, il pourrait en faire un meilleur usage. Armstrong prend huit photos avant qu'Aldrin ne reprenne l'appareil en main ; la huitième est considérée comme l'une des photos les plus célèbres de l'histoire : un portrait d'Aldrin, son pare-soleil plaqué or reflétant le photographe, le module lunaire, le drapeau américain et l'horizon de la lune, avec un ciel incroyablement noir.

## Proposition et législation
Les pièces d'Apollo 11 sont l'idée de Mike Olson, membre du comité consultatif des citoyens sur les pièces de monnaie (Citizens Coinage Advisory Committee - CCAC) de l'Iowa, qui y pense en février 2014, plusieurs mois avant la fin de son mandat au sein du comité. Il a récemment revu le film Apollo 13, et estime qu'il devrait y avoir une émission de pièces en l'honneur du cinquantième anniversaire de l'atterrissage d'Apollo 11. Quand le CCAC prépare son rapport annuel, il persuade ses collègues d'y inclure une recommandation pour la frappe de la monnaie Apollo 11. Olson a déjà quitté le comité au moment de la préparation du rapport, mais le président, Gary Marks, reprend la cause et la fait inclure,.
En janvier 2015, Olson discute de sa proposition avec le représentant de l'Iowa Rod Blum, qui soumet la question au Floridien Bill Posey, dont le district comprend le Centre spatial Kennedy, et qui, jeune homme, travaille dans le programme Apollo. Posey obtient un groupe bipartite de coparrains et introduit une législation en juin 2015,. La législation visant à marquer le 25e anniversaire de l'atterrissage avec des pièces de monnaie est introduite au Congrès en 1993 mais échoue, tout comme un projet de loi en 2007 pour le 50e anniversaire de la NASA. La Monnaie a déjà honoré trois fois l'atterrissage avec des pièces de monnaie, avec les revers du dollar Eisenhower (1971) et du dollar Susan B. Anthony (1979), tous deux représentant l'écusson de la mission Apollo 11, et lors de l'entrée de l'Ohio en 2002 dans la série State Quarters, un astronaute d'Apollo est frappé sur le revers de la pièce. Le projet de loi de 2015 est renvoyé à la commission des services financiers de la Chambre des représentants ; le site web GovTrack lui donne 13 % de chances d'être adopté.
Jusqu'en 2016, les partisans du projet de loi tentent d'accroître le soutien à la législation, qui en novembre a 298 coparrains, assez pour obtenir un vote de la Chambre des représentants lors de la session du Congrès. Olson poursuit son lobbying, tout comme l'Astronauts Memorial Foundation et l'Astronaut Scholarship Foundation, chacune désignée pour recevoir une partie des surtaxes sur les pièces. Malgré le soutien d'Aldrin et de Collins, les astronautes survivants d'Apollo 11, la version sénatoriale du projet de loi n'a que 11 coparrains, bien moins que les 67 nécessaires pour un vote. Si celui-ci n'aboutit pas, il serait abandonné à la fin du 114e Congrès.
Le 5 décembre, le dernier jour de la session de la Chambre, le projet de loi est appelé à être débattu par le membre du Congrès Posey, qui s'adresse ensuite à la Chambre pour le soutenir, en retraçant l'histoire d'Apollo 11. Nydia M. Velázquez, de New York, et Frederica S. Wilson, de Floride, parlent des centaines de milliers de travailleurs qui ont rendu Apollo possible, et applaudissent l'inclusion de la Scholarship Foundation comme bénéficiaire, espérant que les pièces de monnaie inciteront de jeunes gens à choisir une carrière dans les sciences. Posey parle de nouveau brièvement, et le projet de loi est adopté sans opposition.
Une dernière poussée des partisans permet d'obtenir 70 coparrains du Sénat, soit trois de plus que nécessaire. Le sénateur de l'Arkansas John Boozman présente le projet au Sénat le 9 décembre, et il est adopté sans opposition. Il devient la loi publique 114-282 avec la signature du président Barack Obama le 16 décembre 2016, l'un des derniers projets de loi qu'il signe en tant que président,.
La loi exige que les pièces soient émises en reconnaissance du 50e anniversaire du premier atterrissage avec équipage. Elles doivent avoir une forme incurvée similaire à celle des pièces commémoratives du temple de la renommée du baseball  de 2014. Ces pièces, dont le dessin concave de l'avers ressemble à un gant de baseball, sont très populaires. Il doit y avoir jusqu'à 50 000 pièces d'or de 5 $ Apollo 11, ou half eagle, 400 000 pièces d'un dollar en argent de taille normale, 750 000 pièces d'un demi-dollar plaquées de cuivre-nickel et 100 000 pièces d'un dollar en argent supplémentaires contenant 155,5 grammes (cinq onces troy) d'argent et mesurant 7,6 cm de diamètre. Toutes les pièces doivent avoir le même dessin et être disponibles en brillant universel et en belle épreuve, sauf le dollar en argent de cinq onces, qui ne doit être édité qu'en qualité belle épreuve. Le dessin de l'avers concave pourrait être sélectionné dans le cadre d'un concours. Un supplément de 35 dollars sur les pièces en or, 50 dollars sur le dollar en argent de cinq onces, 10 dollars sur le plus petit dollar en argent et 5 dollars sur le demi-dollar vont être perçus. Une fois que la Monnaie aurait récupéré ses frais, la moitié du reste de l'argent doit être distribuée au National Air and Space Museum de la Smithsonian Institution pour son exposition « Destination : Lune », un quart à l'Astronauts Memorial Foundation et un quart à l'Astronaut Scholarship Foundation. Les pièces ne peuvent être émises que dans le courant de l'année 2019. Tom Uram, également membre du CCAC, déclare que le projet de loi pourrait être amélioré en autorisant un dessin différent pour chaque dénomination, mais que dans de nombreux cas, la législation sur les pièces est rédigée par des personnes à Washington qui ne savent pas ce que veulent les collectionneurs.

## Design

### Sélection
Du 1er mai au 29 juin 2017, la Monnaie reçoit les soumissions des projets pour le dessin de l'avers des pièces. Ceux dont les concepts font l'objet d'une première élimination sont notifiés avant le 31 juillet, les soumissions révisées devant être faites avant le 8 septembre. L'avers ne doit pas comporter l'image d'une personne vivante, y compris un astronaute, et doit être emblématique du programme spatial américain menant au premier atterrissage avec équipage. Au total, 119 propositions sont soumises, et un jury composé de trois membres de la Commission des Beaux-Arts (CFA) et de la CCAC retient 18 finalistes.

Lorsque la CCAC se réunit le 18 octobre 2017, les membres ne sont pas enthousiastes, certains prédisent un désastre commercial et veulent écarter tous les dessins, mais la présidente, Mary N. Lannin, déclare que l'un d'entre eux doit être sélectionné. La Commission des Beaux-Arts se réunit le lendemain ; ses membres expriment un certain enthousiasme à propos des dessins proposés. Les membres du jury se réunissent et examinent les dessins le 20 octobre.

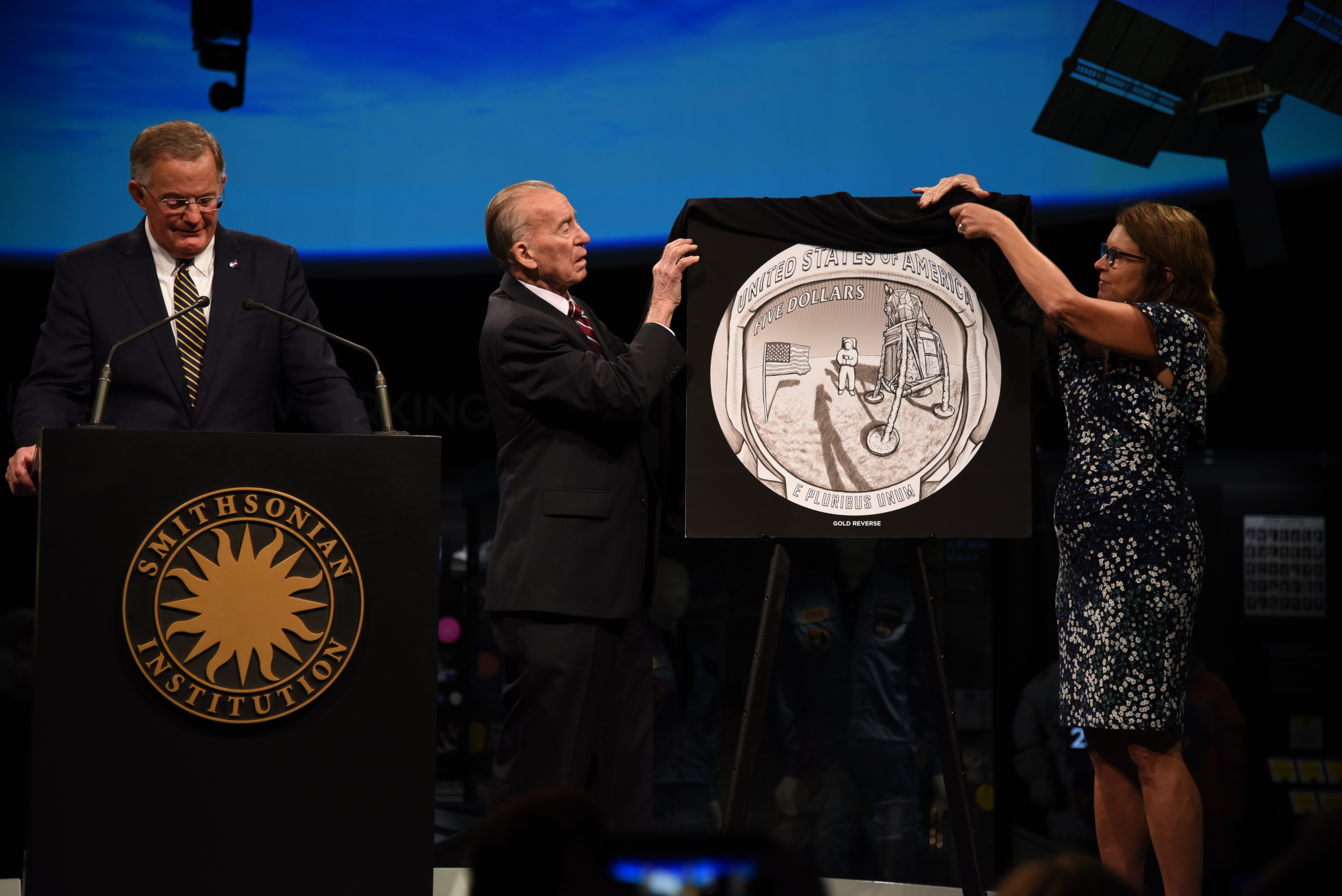
L'astronaute d'Apollo 7 Walter Cunningham et Sheryl Chaffee, fille de l'astronaute d'Apollo 1 Roger Chaffee, dévoilent le dessin inversé. David J. Ryder, directeur de la Monnaie, se tient sur le podium.

Parmi les finalistes, un dessin du sculpteur et médailleur du Maine Gary Cooper est sélectionné, représentant l'empreinte de bottes d'un astronaute sur la Lune. Cooper s'intéresse depuis longtemps à la monnaie et a soumis un dessin, non retenu, lors du concours de dessin du dollar de Sacagawea en 1998, ainsi qu'un dessin, également non retenu, pour la pièce du Maine de la série State Quarters. La CFA commente le dessin de l'empreinte de botte, disant qu'il peut sembler trop familier. Lors du deuxième tour du concours Apollo 11, les responsables de la Monnaie lui font soumettre des versions modifiées de son dessin, changeant la position des éléments. C'est l'une de ces alternatives qui l'emporte. Pour ses efforts, Cooper reçoit un total de 5 500 dollars, dont 500 pour sa participation au deuxième tour et le reste pour sa victoire. Le concept de Cooper est adapté pour la production de matrices par le sculpteur-graveur de la Monnaie (le futur graveur en chef) Joseph Menna.
Les artistes de la Monnaie produisent trois dessins pour le revers, et en juin 2017, la CFA et la CCAC se mettent d'accord sur l'un d'entre eux, adapté de la célèbre photo du casque d'Aldrin, prise par Armstrong. Ce motif est réalisé par la sculptrice-graveuse Phebe Hemphill, qui le grave également. Les deux illustrations gagnantes sont dévoilés le 11 octobre 2018 au National Air and Space Museum de Washington, DC, en présence de dignitaires tels que le directeur de la Monnaie David J. Ryder et l'astronaute d'Apollo 7 Walt Cunningham. Lors du dévoilement, M. Ryder déclare que les dollars en argent de cinq onces, une fois mis en vente, pourraient être épuisés en dix minutes.

### Description

L'empreinte de la botte d'Aldrin sur la Lune.

L'avers commun des pièces, créé par Cooper, adapte la célèbre photographie de l'empreinte d'une botte d'astronaute, prise par Aldrin avec un appareil photo à pellicule Hasselblad, symbolisant le premier pas sur la Lune. Cooper déclare : « Je me souviens avoir vu ces premières empreintes de pied, et cela a donné à beaucoup de gens l'impression que c'était leur propre empreinte. Je n'ai jamais rien vu de tel depuis ». Il fait remarquer que l'image originale comporte des zones sombres dans les creux de l'empreinte, ce qui l'a obligé à être créatif. Le long de la bordure se trouvent les mots « MERCURY », « GEMINI » et « APOLLO », séparés par les phases de la Lune, qui deviennent de plus en plus pleines à mesure que les programmes avancent vers l'atterrissage. « LIBERTY » est en bas, avec au-dessus et de chaque côté, la date 2019 (à gauche) et « IN GOD WE TRUST » à droite. Les initiales de Cooper et Menna, ainsi que la marque d'atelier où la pièce a été frappée, figurent également sur l'avers.

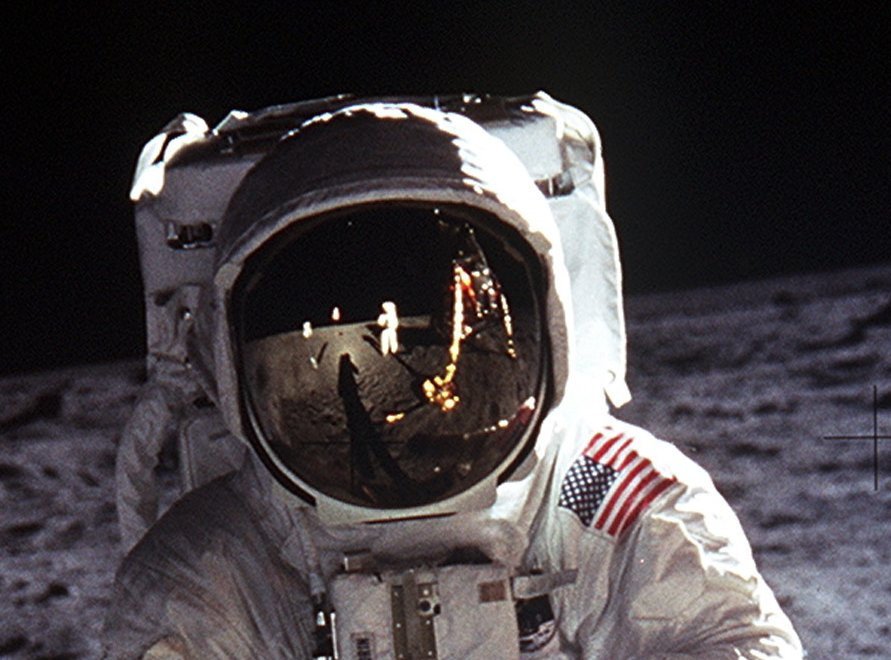
Le Congrès a exigé que l'image du casque d'Aldrin avec Armstrong qui s'y reflète constitue la base du revers.

Le Congrès exige que le revers soit un gros plan de la célèbre photo de Buzz Aldrin sur la Lune prise le 20 juillet 1969,, qui montre uniquement la visière et une partie du casque d'Aldrin, dans lequel la visière a une finition miroir et reflète l'image du drapeau des États-Unis et de l'alunisseur, et le reste du casque a une finition givrée. Bien qu'il ne soit pas habituel qu'une personne vivante apparaisse sur une pièce de monnaie américaine, le Congrès exige que cela soit fait dans ce cas, faisant d'Aldrin la septième personne représentée sur une pièce de monnaie américaine à être vivante au moment où elle a été frappée par la Monnaie. La sixième, Nancy Reagan en 2016, est encore vivante au moment où son entrée dans la série des pièces d'or des Premières Épouses est frappée, mais elle meurt avant la sortie officielle,,.
La forme convexe du revers est censée évoquer la courbure de la visière du casque d'un astronaute. Hemphill déclare : « J'ai beaucoup insisté sur la courbure [dans la scène] pour créer l'illusion de la visière incurvée ». Sur les pièces, la visière est encadrée par les mots « UNITED STATES OF AMERICA » et « E PLURIBUS UNUM » ; la dénomination apparaît dans sa partie supérieure gauche ; l'expérience sur la composition du vent solaire, visible sur l'image originale, est omise. Dans la réflexion sur la visière, on peut voir le module lunaire Eagle, le drapeau des États-Unis (plus proéminent que dans l'original), et le photographe, Neil Armstrong,.

## Frappe

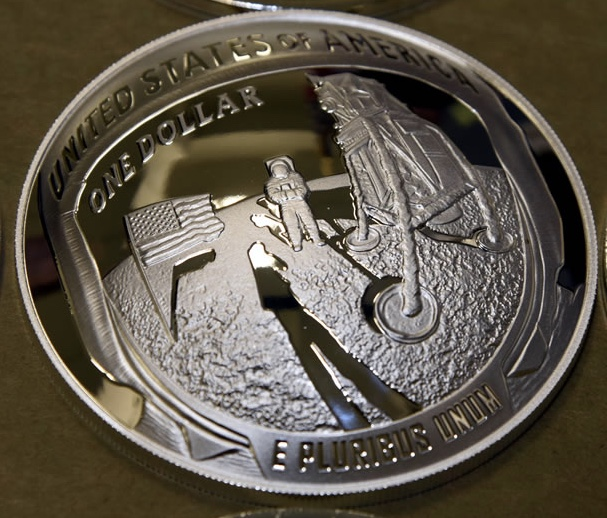
Revers du dollar en argent frappé le 13 12 2018.

Le 13 décembre 2018, la cérémonie de première frappe des deux tailles du dollar en argent a lieu à la Monnaie de Philadelphie. Les descendants des astronautes d'Apollo 11, Mark Armstrong, Andy Aldrin et Ann Collins, frappent les deux calibres de pièces. Les dignitaires qui frappent des pièces sont autorisés à acheter les leurs une fois que les ventes sont ouvertes au public. Le directeur de la Monnaie, Ryder, frappe également une pièce en argent de cinq onces et prédit que la totalité des pièces de la collection se vendra. Une telle liquidation générerait 14,5 millions de dollars de gains pour les organisations bénéficiaires.
La Monnaie a du mal à déterminer l'angle approprié pour les courbes afin que les pièces soient frappées pleinement, à élaborer des techniques sur le dollar de cinq onces et à les adapter pour les pièces plus petites. Chaque matrice est créée à l'aide d'un équipement de découpe, puis finie à la main, aucune matrice maîtresse n'est utilisée. Les premiers essais montrent des fissures dans les matrices le long des pieds du module lunaire et des problèmes de fluidité du métal aux mains d'Armstrong. Des ajustements et un passage de l'indice de pureté de l'argent de 0,900 à 0,999 a permis d'atténuer ces problèmes. Les deux pièces d'un dollar en argent sont les premières pièces commémoratives américaines à être frappées en argent d'une telle qualité, toutes les précédentes l'ont été en argent de pureté moindre (0,900). Le changement par rapport à la norme historique de 0,900 se produit parce qu'elle est devenue peu utilisée, ce qui amène la Monnaie à passer des commandes sur mesure auprès des raffineries ; plusieurs années auparavant, la Monnaie obtient du Congrès l'autorisation de frapper des pièces d'au moins 90 % d'argent, ce qui lui permet de s'aligner sur les autres monnaies du monde en utilisant du 0,999. Le dollar en argent de trois pouces est frappé sur la seule presse Graebener GMP 1000 de la Monnaie de Philadelphie, obtenue pour frapper les pièces d'investissement America the Beautiful. Chaque matrice pour le dollar en argent de cinq onces prend d'abord 14 heures à être fabriquée et frappe environ 100 pièces ; ce chiffre est ensuite réduit à 11,5 heures.
Avant l'ouverture des ventes le 24 janvier 2019, il est prévu que certaines ou toutes les différentes variétés des nouvelles pièces se vendent rapidement, à l'instar de ce qui s'était produit lors l'émission du temple de la renommée du baseball en 2014. Les 50 000 pièces d'or s'étaient alors vendues en quelques minutes, et les 400 000 dollars d'argent avaient disparu en moins de deux semaines ; les demi-dollars en argent ne furent pas épuisés, mais plus de 400 000 des 750 000 pièces furent vendues. Ces ventes permettent des gains supplémentaires de près de 8 millions de dollars pour le bénéficiaire désigné, le Temple de la renommée du baseball.
Le 18 janvier, les prix de lancement des pièces autres qu'en or sont annoncés ; les prix des pièces en or, qui fluctueront en fonction du marché, seront déterminés à l'approche de l'ouverture des ventes. Le dollar en argent de cinq onces, provenant de la Monnaie de Philadelphie, coûtera 224,95 dollars, avec une limite initiale de commande d'un exemplaire. Le plus petit dollar en argent coûtera 54,95 dollars pour la pièce belle épreuve et 51,95 dollars pour la pièce brillant universel, avec une limite de commande de cent pièces. Le demi-dollar brillant universel, frappé à la Monnaie de Denver, coûte 25,95 dollars, et la pièce belle épreuve (frappée à la Monnaie de San Francisco) coûte 27,95 dollars, sans limite de commande. Un jeu contenant à la fois le demi-dollar belle épreuve Apollo 11 et un demi-dollar 2019-S Kennedy, limité à 100 000 jeux et avec une limite de commande de cinq, coûte 53,95 dollars. Le set avec Kennedy est émis pour marquer le lien entre le président Kennedy et le programme spatial américain. Avant l'ouverture des ventes le 24 janvier, les prix des pièces d'or, frappées à la Monnaie de West Point, sont fixés à 418,50 dollars en belle épreuve et à 408,50 dollars en brillant universel, avec une limite initiale d'une pièce d'or par commande, quelle que soit sa qualité. Ces prix sont fixés à partir du tableau des prix de l'or numismatique, de l'or commémoratif et des produits en platine de la Monnaie.

## Distribution

### Mise en vente

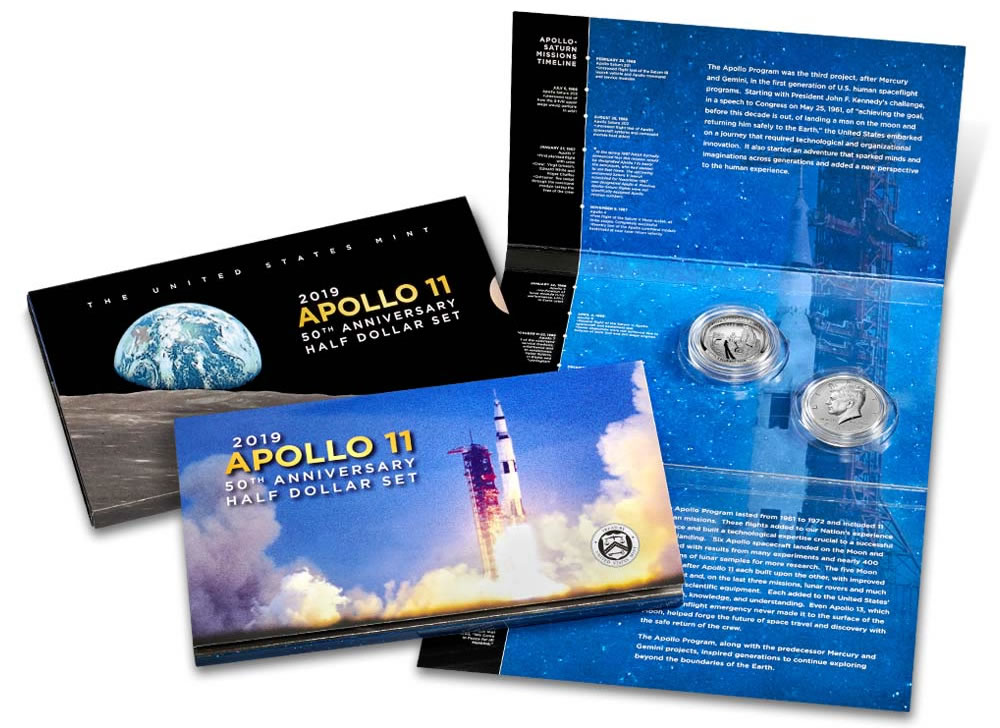
Le jeu avec deux demi-dollars offert par l'U.S. Mint.

Une cérémonie marquant la sortie des pièces Apollo 11 a lieu au complexe des visiteurs du Centre spatial Kennedy le 24 janvier 2019. Le pilote du module lunaire Apollo 16, Charles Duke, y prend la parole, déclarant que la nouvelle émission rappellera des souvenirs du jour où Apollo 11 s'est posé sur la Lune. Duke se félicite du fait que cette émission permettra de récolter des fonds pour de bonnes causes et déclare qu'il a l'intention d'acheter certaines des pièces d'or. Ryder doit prendre la parole lors de l'événement en Floride, mais ne peut pas y assister en raison de l'arrêt partiel des activités du gouvernement.
La série est mise en vente au public le 24 janvier 2019, à midi (heure de l'Est), sur le site web de la Monnaie et par téléphone ; les pièces sont également disponibles au centre de vente du siège de la Monnaie à Washington, aux Monnaies de Philadelphie et de Denver, et sur le site de la cérémonie au Centre spatial Kennedy. Les collectionneurs font état de difficultés minimes pour passer leurs commandes en ligne, et bien que le dollar de trois pouces soit mis en rupture de stock en moins d'une heure, les chiffres publiés par la Monnaie montrent qu'aucune des pièces n'est proche de la rupture de stock le premier jour des ventes.
Le fait qu'aucune des pièces ne soit épuisée le jour de l'émission suscite des réactions variées. Dave Harper, rédacteur en chef de Numismatic News, suggère que le programme pourrait être un échec, et que les chiffres de vente montrent déjà un manque d'enthousiasme au début. M. Olson se dit satisfait des ventes du premier jour, prédit que toutes les pièces seront épuisées d'ici la fin de l'année et fait remarquer qu'aucun collectionneur n'a eu de problème pour s'en procurer. Les blogueurs de forums de collectionneurs estiment que les ventes sont lamentables et prédisent un avenir sombre pour la numismatique aux États-Unis.
Au total, 296 311 pièces Apollo 11 sont vendues au cours des vingt-quatre premières heures, le dollar d'argent de cinq onces étant en tête tant en nombre de pièces vendues (51 271) qu'en pourcentage de l'autorisation d'émission vendue (51,3 %). Le 25 janvier à midi (heure de l'Est), la limitation du nombre de pièces pouvant être vendues à une seule personne est levée.

### Poursuite des ventes

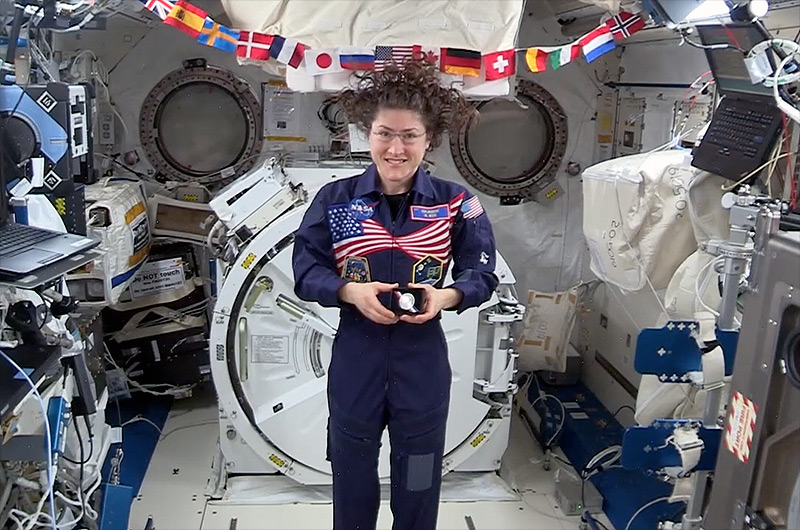
L'astronaute de la NASA Christina Koch tient l'un des demi-dollar à bord de la Station spatiale internationale.

Le 29 janvier, la Monnaie annonce que l'emballage des 70 000 ensembles d'un demi-dollar qui ont été expédiés, contenant un demi-dollar d'Apollo 11 2019-S en belle épreuve et un demi-dollar de Kennedy 2019-S, comporte une erreur factuelle. L'emballage crédite l'ancien graveur en chef Gilroy Roberts du dessin des deux côtés du demi-dollar Kennedy alors qu'en fait il n'a conçu que l'avers, Frank Gasparro étant responsable du revers. Les expéditions sont interrompues et l'impression d'emballages corrigés est prévue. La série est limitée à 100 000 exemplaires, car c'est la limite d'utilisation du demi-dollar Kennedy spécial. Des manchons de remplacement sont mis à la disposition des clients qui ont acheté le set d'un demi dollar, à partir de la fin mai.
Le 10 février 2019, les ventes de ce lot atteignent 94 119 unités et il est indiqué qu'il n'est pas disponible sur le site web de la Monnaie. Cela laisse présager une liquidation de la pièce spéciale de Kennedy, qui n'est émise que dans le coffret, mais pas de l'Apollo 11 à un demi-dollar — seulement 163 434 d'entre elles ont été vendues à cette date, soit un peu plus d'un cinquième du tirage autorisé. Le 21 février, le lot de coffrets d'un demi-dollar belle épreuve est entièrement vendu. Le 25 février à 15 heures (heure de l'Est), les prix de lancement prennent fin et sont augmentés de 5 dollars.
Ryder s'est engagé, lors de la cérémonie de la première frappe de décembre 2018, à envoyer une partie des pièces dans l'espace, et cela se produit le 4 mai 2019, lorsqu'un vaisseau cargo SpaceX Dragon est lancé avec deux demi-dollars belle épreuve 2019-S ajoutés à la charge utile de la Station spatiale internationale. Ils reviennent sur Terre le 3 juin, également à bord d'un vaisseau cargo SpaceX Dragon. Une des pièces doit faire partie de l'exposition « Destination : Lune » au Smithsonian et l'autre doit être exposée au siège de la Monnaie.

Le 6 mai, la Monnaie royale australienne (RAM) met en vente un produit contenant un demi-dollar américain d'Apollo 11 2019-S et une pièce incurvée de 5 dollars australiens, dont la production est limitée à 10 000 exemplaires, en commémoration de l'atterrissage. La RAM achète les pièces à la Monnaie américaine avec une remise sur le prix de gros ; et cette dernière fait de la publicité sur son site web et fournit un lien vers le site de la RAM. Un partenariat est également établi avec la Monnaie royale espagnole pour l'émission de jeux de pièces — l'Australie et l'Espagne ont toutes deux accueilli des stations de suivi pour Apollo. La Monnaie royale canadienne propose 1 969 de plus petits dollars en argent en belle épreuve, chaque pièce étant encastrée dans une barre en argent, au prix de 369,95 dollars canadiens ou de 296 dollars américains.

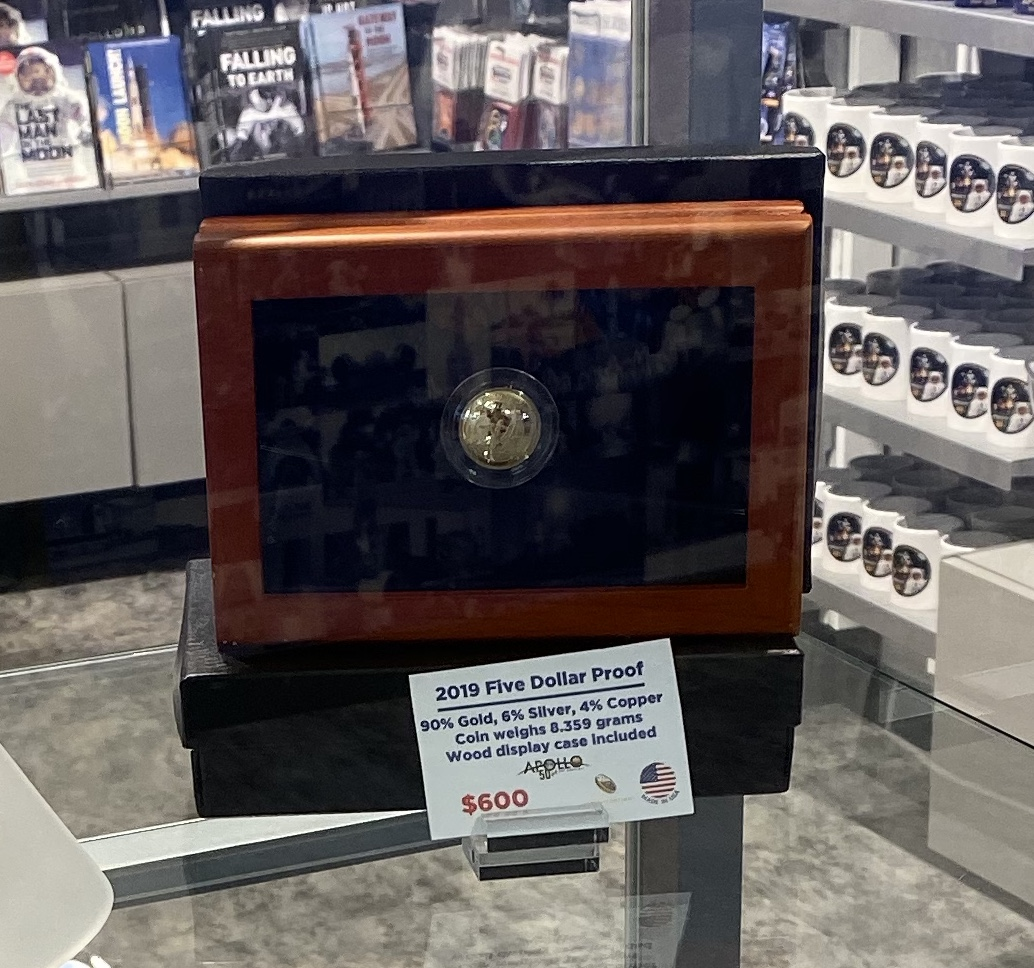
Pièce de 5 $ d'Apollo 11 en vente au lieu d'accueil du Centre spatial Kennedy en 11 2019.

Au 30 juin, 28 068 half eagle en belle épreuve et 11 168 half eagles brillant universel ont été écoulés. Les ventes de petits dollars en argent s'élèvent à 171 957 exemplaires belle épreuve et à 52 870 exemplaires en brillant universel ; 61 037 exemplaires sont vendus pour les plus grands. Le demi-dollar Apollo 11 2019-S, belle épreuve, atteint 99 997 exemplaires dans le cadre du jeu de demi-dollars et 55 297 exemplaires seuls ; 36 820 exemplaires du demi-dollar brillant universel de Denver sont partis. Les histoires sur le 50e anniversaire de l'atterrissage font grimper les ventes en juillet ; quatre des dix pièces les plus vendues de la Monnaie pour la semaine se terminant le 21 juillet sont des pièces Apollo 11, la série ayant connu sa meilleure semaine depuis février.
À partir du 7 août, la Monnaie vend des ensembles contenant soit la pièce de cinq dollars, soit le plus petit dollar en argent en belle épreuve avec une impression en l'honneur d'Apollo 11 du Bureau de la gravure et de l'impression, dont les prix sont fixés à 78,95 $ pour le jeu du dollar en argent et 19 $ de moins pour l'autre jeu. En raison de la hausse du prix de l'or, le prix de la pièce de 5 dollars grimpe à 485 dollars. Les deux nouvelles options de vente sont devenues des commandes en attente le jour même où les ventes ont commencé. Après 19 jours de vente, jusqu'au 25 août, 681 exemplaires de la série de 5 dollars et 2 570 exemplaires de la série de 5 dollars en argent ont été acquis. Au 29 septembre, les ventes s’élèvent à un total de 31 331 half eagles belle épreuve seuls (plus 825 vendus avec l'impression) et 11 713 brillant universel ; 65 463 dollars trois pouces argentés ; 200 712 petits dollars belle épreuve argentés seuls (plus 3 122 avec l'impression) et 56 960 brillant universel ; 99 998 ensembles de demi-dollars ; 62 470 petits dollars belle épreuve supplémentaires ; et 40 170 petits dollars brillant universel. Lors du Forum numismatique de la Monnaie qui se tient à Philadelphie en octobre, le directeur national, Ryder, prédit des ventes de 90 000 exemplaires pour le dollar d'argent de cinq onces.

### Conclusion des ventes
Après le 3 novembre 2019, la Monnaie ne communique plus de chiffres de ventes hebdomadaires en raison du départ des employés qui en sont responsables et de la nécessité de former un remplaçant. La mise à jour suivante porte sur les ventes jusqu'au 16 décembre, et est publiée par un porte-parole de la Monnaie qui indique que les rapports hebdomadaires réguliers ne reprendront pas avant janvier 2020. Le rapport indique les ventes de 32 597 half eagles belle épreuve seuls (plus 1 095 vendus avec l'impression) et 11 969 brillant universel ; 67 683 dollars trois pouces argentés ; 216 077 dollars plus petits belle épreuve argentés seuls (plus 4 683 avec l'impression) et 59 158 brillant universel ; 99 998 ensembles de demi-dollars ; 66 041 demi-dollars belle épreuve supplémentaires ; et 41 449 demi-dollars brillant universel. À cette époque, le half eagle brillant universel se vend 462,75 dollars et le belle épreuve 472,75 dollars. Les pièces Apollo 11, ainsi que l'autre émission commémorative de 2019, les pièces du centenaire de la Légion américaine, sont retirées de la vente le 27 décembre 2019 à 23 h 59 (heure de l'Est). Les chiffres des ventes jusqu'au 12 janvier 2020, publiés peu après, font l'objet d'un nouvel ajustement par la Monnaie, mais les chiffres au 12 avril 2020 ne révèlent aucun changement,. Les pièces Apollo 11 dépassent largement celles de la Légion américaine, qui comprennent un demi-dollar, un petit dollar et un half eagle, avec les mêmes limites d'émission, par une marge importante,.
William T. Gibbs, rédacteur en chef de Coin World, a prédit que les dollars de cinq onces en argent se vendraient en 24 heures, et revoit sa prédiction en janvier 2020 : « J'ai manifestement surestimé l'intérêt pour la pièce, qui, il est vrai, avait de solides arguments de vente : elle commémorait un événement vraiment important et était la première pièce convexe/concave en argent de 5 onces du pays ». Début décembre, Joshua McMorrow-Hernandez de CoinWeek estime que les pièces Apollo 11 sont « facilement le programme commémoratif le plus réussi de la Monnaie américaine depuis les pièces du baseball de 2014. De toute évidence, l'initiative Apollo 11 touche une corde sensible chez de nombreuses personnes — les chiffres élevés suggèrent clairement que beaucoup de personnes qui achètent ces pièces viennent de l'extérieur de la communauté numismatique ».
| Options disponibles                               | Prix initial | Monnaie et sceau  | Tirage autorisé | Ventes totales | Notes      |
| ------------------------------------------------- | ------------ | ----------------- | --------------- | -------------- | ---------- |
| 5 $ en belle épreuve                              | 418,50 $     | West Point (W)    | 50 000          | 32 862         |            |
| 5 $ en belle épreuve avec impression              | 504,00 $     | West Point (W)    | 50 000          | 1 162          | ,          |
| 5 $ brillant universel                            | 408,75 $     | West Point (W)    | 50 000          | 12 035         | [ Note 6 ] |
| 1 $ (grand)                                       | 224,95 $     | Philadelphie (P)  | 100 000         | 68 301         |            |
| 1 $ (petit) belle épreuve                         | 54,95 $      | Philadelphie (P)  | 400 000         | 218 995        |            |
| 1 $ (petit) belle épreuve avec impression         | 78,95 $      | Philadelphie (P)  | 400 000         | 4 890          | [ Note 5 ] |
| 1 $ (petit) brillant universel                    | 51,95 $      | Philadelphie (P)  | 400 000         | 59 700         | [ Note 7 ] |
| 0,50 $ belle épreuve                              | 27,95 $      | San Francisco (S) | 750 000         | 66 301         |            |
| Jeu 0,50 $ belle épreuve et 0,50 $ 2019–S Kennedy | 53,95 $      | San Francisco (S) | 750 000         | 99 998         | [ Note 8 ] |
| 0,50 $ brillant universel                         | 25,95 $      | Denver (D)        | 750 000         | 41 742         | [ Note 9 ] |

Toutes les pièces étaient en vente le 24 janvier 2019 et hors vente après le 27 décembre 2019, sauf indication contraire. Les prix ont augmenté de 5 dollars le 25 février pour toutes les options alors en vente. Les options comprenant des pièces de 5 dollars avaient un prix de vente qui fluctuait en fonction du prix de l'or sur le marché.

## Spécificités des pièces
Toutes les pièces ont le même design sur l'avers et le revers. L'avers, désigné par Gary Copper et sculpté par Joseph Menna, représente une empreinte de botte sur le sol lunaire, laissée par Buzz Aldrin, puis photographiée par lui-même. Le revers est une exigence du Congrès et est une représentation de la célèbre photo d'Aldrin, prise par Neil Armstrong, dont on voit le reflet dans la visière du casque de son collègue. Il a été désigné et sculpté par Phebe Hemphill.
| Avers | Revers | Pièce                         | Composition                                 | Diamètre                         | Poids           | Épaisseur                        | Tirage                                                              | Réf    |
| ----- | ------ | ----------------------------- | ------------------------------------------- | -------------------------------- | --------------- | -------------------------------- | ------------------------------------------------------------------- | ------ |
|       |        | Demi dollar en alliage plaqué | 8,33 % de nickel, le reste en cuivre        | 1,205 pouces (3,061 centimètres) | 11,340 grammes  | 0,123 pouces (0,312 centimètres) | 750 000 pour toutes les options de produits plaqués.                | [ 68 ] |
|       |        | 1 dollar en argent            | 99,9 % d'argent                             | 1,500 pouces (3,81 centimètres)  | 26,730 grammes  | 0,243 pouces (0,617 centimètres) | 400 000 pour toutes les options de produits argentés                | [ 69 ] |
|       |        | 1 dollar en argent de 5 onces | 99,9 % d'argent                             | 3,000 pouces (7,62 centimètres)  | 155,517 grammes | 0,441 pouces (1,12 centimètres)  | 100 000 sur l'ensemble des options de pièces d'argent de cinq onces | [ 70 ] |
|       |        | 5 dollars half eagle en or    | 90 % d'or, 6 % d'argent, le reste en cuivre | 0,850 pouces (2,159 centimètres) | 8,359 grammes   | 0,141 pouces (0,358 centimètres) | 50 000 pour toutes les options de produits aurifères                | [ 71 ] |